# 梁蒙
梁蒙（96年—163年），安定郡烏氏縣（今寧夏固原）人，東漢時期外戚。

## 生平
梁蒙封西平侯，漢順帝時任殿中郎。延熹二年（159）七月，梁皇后（梁女莹，梁太后之妹）死后。桓帝对大将军梁冀专擅朝政久已不满，遂与宦官单超、具瑗、唐衡、左悺、徐璜等五人密谋诛除梁冀，梁蒙是灭门中的幸存者。